# 鄭憲 (正德進士)
鄭憲（1492年—？），字有度，號磁江，福建福州府長樂縣人，民籍，明朝政治人物。

## 生平
正德八年（1513年）癸酉科福建鄉試第十九名舉人。正德十二年（1517年）中式丁丑科會試第八十四名，登第二甲第三十一名進士。礼部观政，授户部主事。起复刑部主事，升光禄寺丞，卒于官。

## 家族
曾祖鄭永昭；祖父鄭伯容；父鄭孔信，母卓氏。具庆下。兄文静；鄭賓；鄭慶（贡士）；鄭寅。